# Venice
Venice jsou residenční, obchodní, a rekreační přímořskou čtvrtí města Los Angeles. Venice bylo založeno roku 1905 coby pobřežní letovisko. Samospráva městu zůstala do roku 1925, kdy bylo pohlceno v té době stále se rozrůstajícím městem Los Angeles. Venice sousedí na severozápadní straně s městem Santa Monica, na severozápadě s čtvrtí Mar Vista, na jihovýchodě s městem Culver City, a s čtvrtí Marina Del Ray. Jih čtvrtě přiléhá ke čtvrti Ballona Creek, a na západě je Tichý Oceán. Dnes je Venice nejvíce známá díky svým vodním kanálům. Dále v této čtvrti lze nalézt pláže, a slavná pobřežní pěší promenáda. Na ní lze nalézt mnoho pouličních umělců, iluzionistů, a pouličních prodejců. 

## Historie

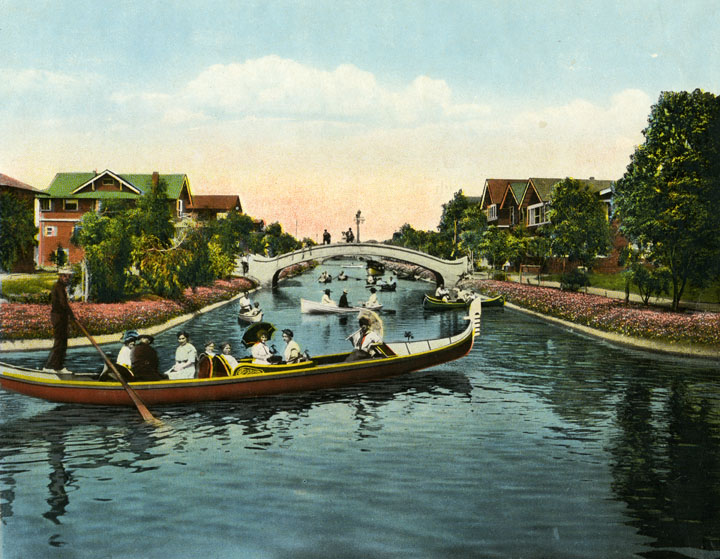
Gondoliér na jednom z místních kanálů, cca 1910

Venice (Benátky) se původně jmenovali “Americké Benátky“, a byly založeny multimilionářem, jež zbohatl na tabákovém průmyslu, Abbotem Kinneym. Tento muž se během své cesty do Itálie zamiloval do tamějších Benátek a rozhodl se vybudovat podle jejich vzoru své vlastní, i s kopií vodních kanálů. V roce 1906 mohli návštěvníci použít gondol dovezených přímo z Itálie. Společně se svým obchodním partnerem Francisem Ryanem koupil pozemky 3 km vzdálené od pobřeží. Na severním cípu pozemku vybudovali letovisko, které se jmenovalo Ocean Park. To bylo krátce na to připojeno k městu Santa Monica. Nedlouho poté Francis Ryan zemřel, a tak Kinney pokračoval se svými novými partnery ve výstavbě Navy Street, nicméně toto obchodní partnerství nevydrželo dlouho. Toto partnerství se rozpadlo roku 1904, a Abbot Kinney mohl budovat své vysněné letovisko v bažinatých oblastech na jižním konci jejich pozemku. Zde začal stavět přímořský resort inspirovaný Italskými městy. Když byly Americké Benátky 4. července 1904 zpřístupněny veřejnosti, započal Kinney s vykopáváním mnohakilometrových vodních kanálů, aby odvedl vodu z blízkých mokřadů k obytným domům. Během této doby také vybudoval 370 m dlouhé molo. Atrakce na molu ve Venice se počínaje rokem 1910 staly čím dál více orientované na pobavení a zábavu turistů. Stálo zde například akvárium, místní úzkokolejná dráha, nebo například kabaret. Turisté, sem velmi často přijížděli tzv. červenými auty společnosti Pacific Electiric Railways z okolních měst. Ti poté mohli po městě jezdit místní úzkokolejkou nebo se plavit po zdejších kanálech na gondolách. Nicméně i přes všechny tyto turistické atrakce byla největším lákadlem pro turisty dlouhá, písčitá, pozvolna se svažující pláž.
K roku 1925 se administrativa ve Venice stala neovladatelná. Cesty, vodní kanály, či odpadní kanalizace potřebovali nutně opravit. Když se zde objevil návrh, že by bylo Venice připojeno k Los Angeles, městská rada byla pro. Připojení k Los Angeles proběhlo v listopadu 1925. Po připojení čekala Venice změna v podobě více postavených ulic. Kdysi turisticky atraktivní vodní kanály, podle níž ostatně dostala čtvrť své jméno, postupně obrůstaly křovinami.
Los Angeles Venice zanedbávalo natolik, že už během 50. let se čtvrti říkalo “Slum u moře“. S výjimkou nové policejní a požární stanice postavené v roce 1930, město utratilo pouze velmi málo na opravy a rozvoj Venice. V této době se zde budovali hlavně malé, skromné nízkopodlažní domky, jenž lákali nejvíce evropské imigranty. Od 50. let se ve Venice také rozmohli pouliční gangy. Jeden z nich, V-13, byl na začátku 90. let zapleten do brutální a krvavé pouliční války o teritoria, na nichž lze prodávat kokain. Přestože počátkem nového tisíciletí brutalita ustala, neutichly pouliční gangy. Roku 2002 byla zločinnost potlačena rapidním posílením zdejšího policejního sboru. Mnoho členů místních gangů se proto raději přemístila do nedalekého města Inglewood. 

## Čtvrť Venice

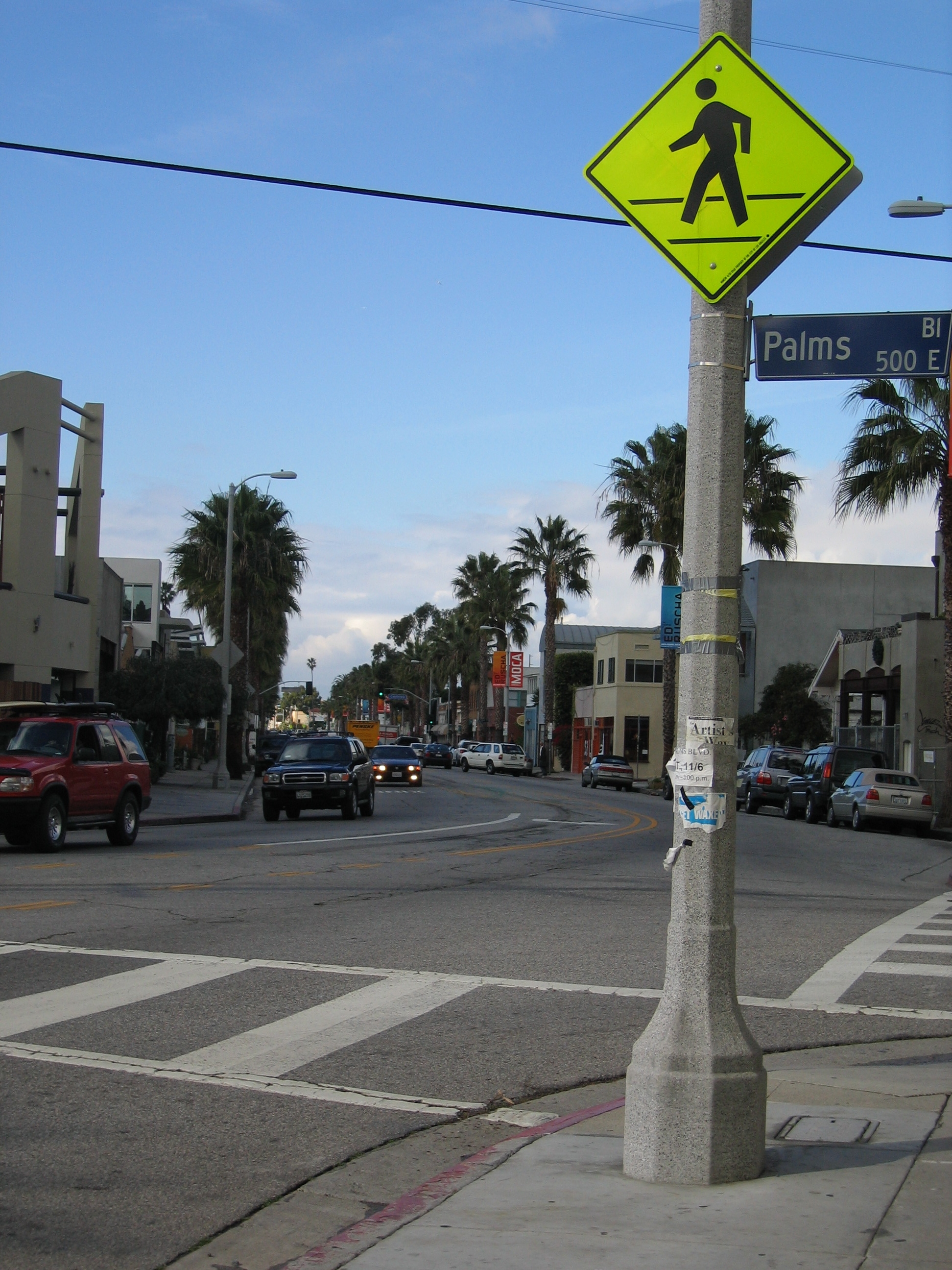
Abbot Kinney Boulevard

Centrum čtvrti se nachází na pobřeží, v okolí ulice Winward Ave. V ulici najdeme několik staveb, které mají být napodobeninou benátských paláců, více či méně zdařilých. Podél pobřeží vede hlavní promenáda Ocean Front Walk s restauracemi, bary, obchody a pouličními umělci a prodavači. Pobřeží tvoří pláž Venice Beach.
Abbot Kinney Boulevard je hlavní turistickou atrakcí s řadou obchodů, restaurací, barů, či uměleckých galerií, které se vinou podél bulváru. Ulice byla v minulosti popisována jako “unavený strip linoucí se podél zpustošených plážových chatek, a prázdných cihlových průmyslových budov“. Změna nastala, když se koncem 80. let ulice přejmenovala z West Washington Boulevard na její nynější název. Přejmenování bulváru bylo vnímáno jako marketingová strategie k přilákání nových hi-tech společností do této oblasti.
Historická budova pošty je majestátní budova s pálenými, červenými cihlami na střeše. Stavba byla dokončena roku 1939. Po tom, co se roku 2012 pošta přesunula do modernějšího domu, uveřejnil filmový producent Joel Silver své plány na renovaci budovy. Dále bylo jeho plánem z budovy udělat nové sídlo své společnosti; Silver Pictures. Prodej pošty obsahoval klauzuli, že on, nebo jakýkoliv jiný majitel ji musí nechat přístupnou veřejnosti. Roku 2016 renovace budovy stále probíhají.
Mnoho Domů a ulic jsou z hlavního vstupu přístupné pouze chodcům. Motorové dopravní prostředky mohou do domů obvykle vjet zezadu. Takovýchto domů je zde na 620. Nicméně stejně jako zbytek Los Angeles, i Venice je nechvalně proslulé častými dopravními zácpami. Nejbližší dálnice leží 3 km od Venice, čili silnice, které nebyly dimenzované na dnešní hustou dopravu často kolabují.

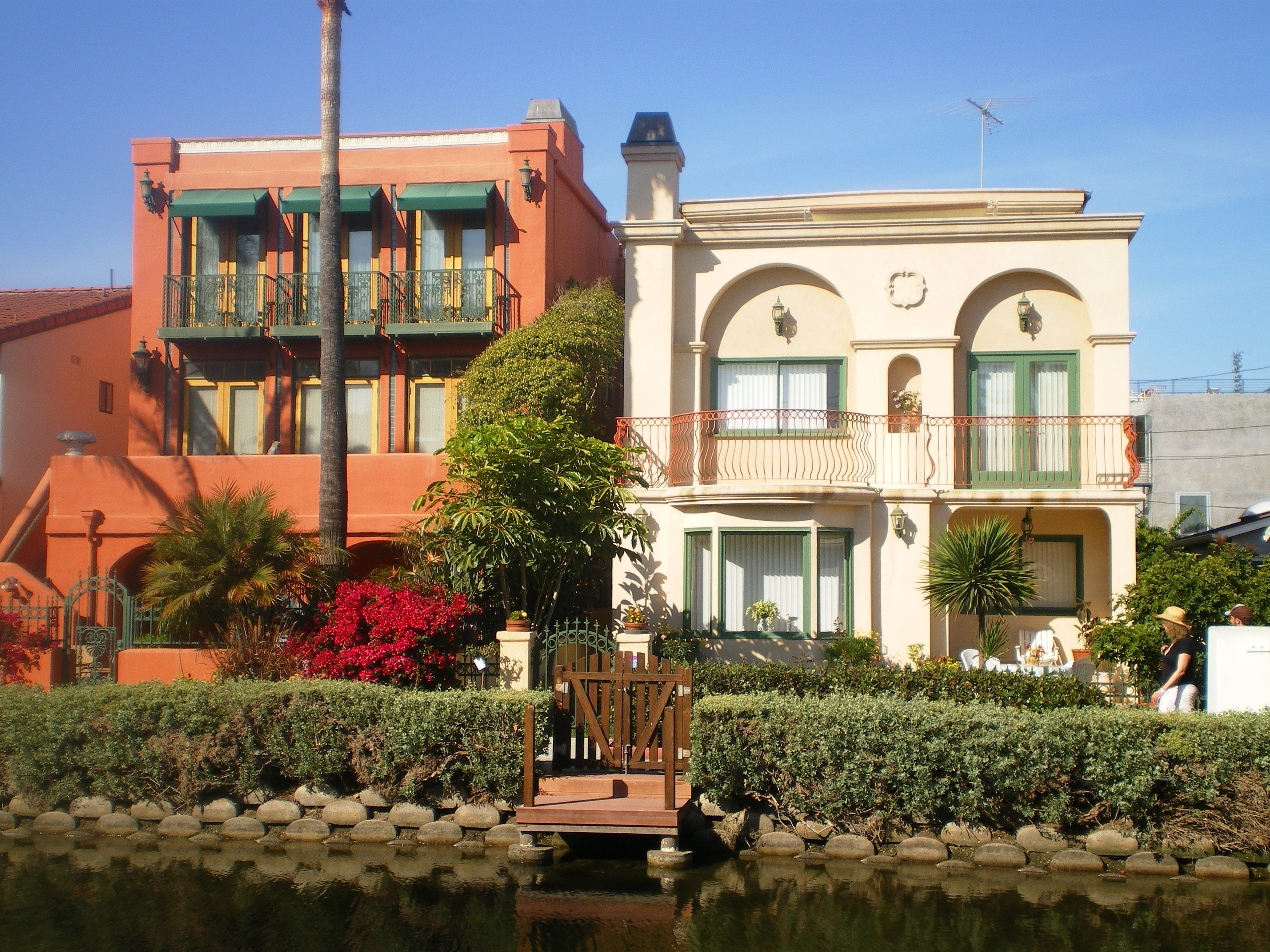
Ukázka klasických domů, které jsou postaveny podél zdejších vodních kanálů

Venice Beach, které ročně navštíví přes milion turistů, je často nazýván “hlavním kulturním centrem známým pro svou výstřednost“. Venice Beach zahrnuje promenádu, jež se vine podél pláže (někdy se jí přezdívá “Ocean Front walk“), venkovní posilovnu, basketbalové a tenisové kurty, skatepark, cyklostezku, a nespočet menších obchůdků na promenádě.
Rybářské molo se nachází na jižní straně pláže. Betonová, 400 m dlouhá stavba, byla poprvé veřejnosti představena roku 1964. Uzavřena byla o téměř 20 let později, v důsledku velkého poničení bouří El Niño. Molo bylo znovuotevřeno v polovině 90. let, nicméně ani toto otevření nemělo příliš dlouhého trvání. Vysoké vlny v roce 2005 způsobily, že část betonové stavby skončila na dně Tichého Oceánu. Molo bylo opět zpřístupněno pro veřejnost v květnu 2006.
Venický vlnolam je oblíbené místo pro mnoho místních surfařů. Nachází se severně od Rybářského mola.
East Venice je rasově a etnicky nejvíce smíšenou oblastí ve Venice. Nachází se podél Lincoln Bulváru, a sahá až na východní hranici čtvrtě; zde Venice sousedí se čtvrtí Mar Vista. Na tomto území se nacházejí obvykle nižší domky a apartmány. Většinu zdejší populace tvoří Hispánci a Asiaté.

## Showbusiness
Venice je známá jako místo umělecké kreativity. Je domovem hvězd stříbrného plátna (bydlí zde například Julia Roberts, Nicolas Cage, Christian Bale, Robert Downey mladší, Elijah Wood, Viggo Mortensen či Lindsay Lohan), hudebního průmyslu (např. Fiona Apple, John Frusciante, dříve Jim Morrison) a oblíbeným místem pro natáčení (např. seriál Californication).

## Sport
Venice je kolébkou moderního skateboardingu. Díky suchu, které postihlo Kalifornii v roce 1976, zde mohli legendární Z-Boys (Stacy Peralta, Tony Alva, Jay Adams a Jim Muir) "vynalézt" jízdu ve vypuštěných bazénech. Tím nastal nový trend vertikálních ramp. Jezdci mohli jezdit rychleji a provádět nebezpečnější triky.

## Demografie
Přesto, že Venice mělo celou druhou polovinu 20. století pověst špatné čtvrti, tak ceny nemovitostí rychle rostou. Svůj nemalý podíl na tom má přítomnost technologických společností. Své kanceláře tu mají například Google Inc. či Snapchat.
K roku 2008 žilo ve Venice 40,874 obyvatel, což je oproti roku 2000 nárůst o více než 3000 osob. Průměrný věk obyvatel byl k roku 2008 25 let. Venice je poměrně výrazně etnicky diverzní, nicméně i zde převažují osoby bílé barvy pleti. Rasové složení bylo následující:
- 64 % bílí Američané
- 22 % Hispánci
- 5 % Afroameričané
- 4 % Asiaté
- 5 % ostatní

## Fotogalerie

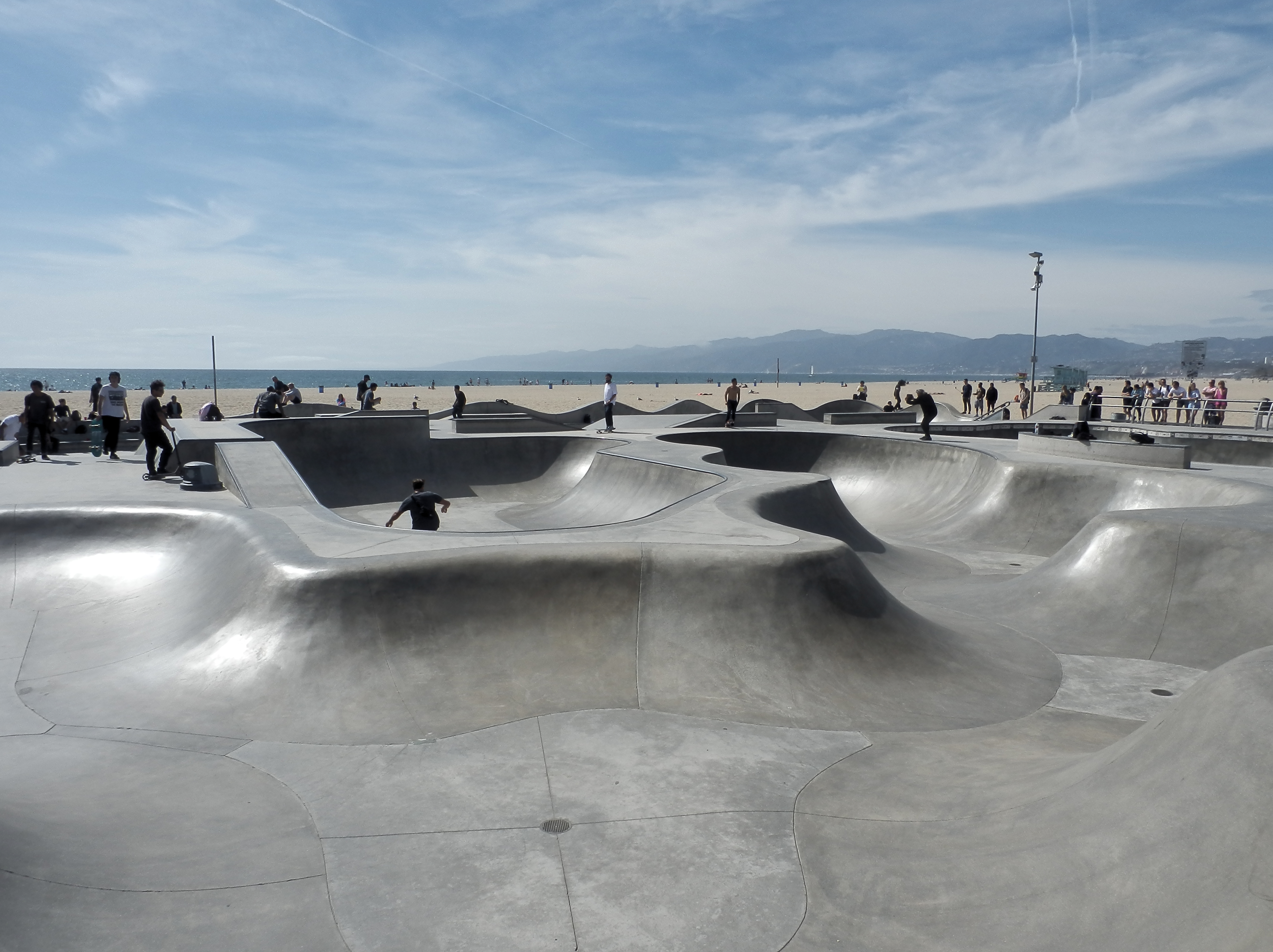
Skatepark na Venice Beach
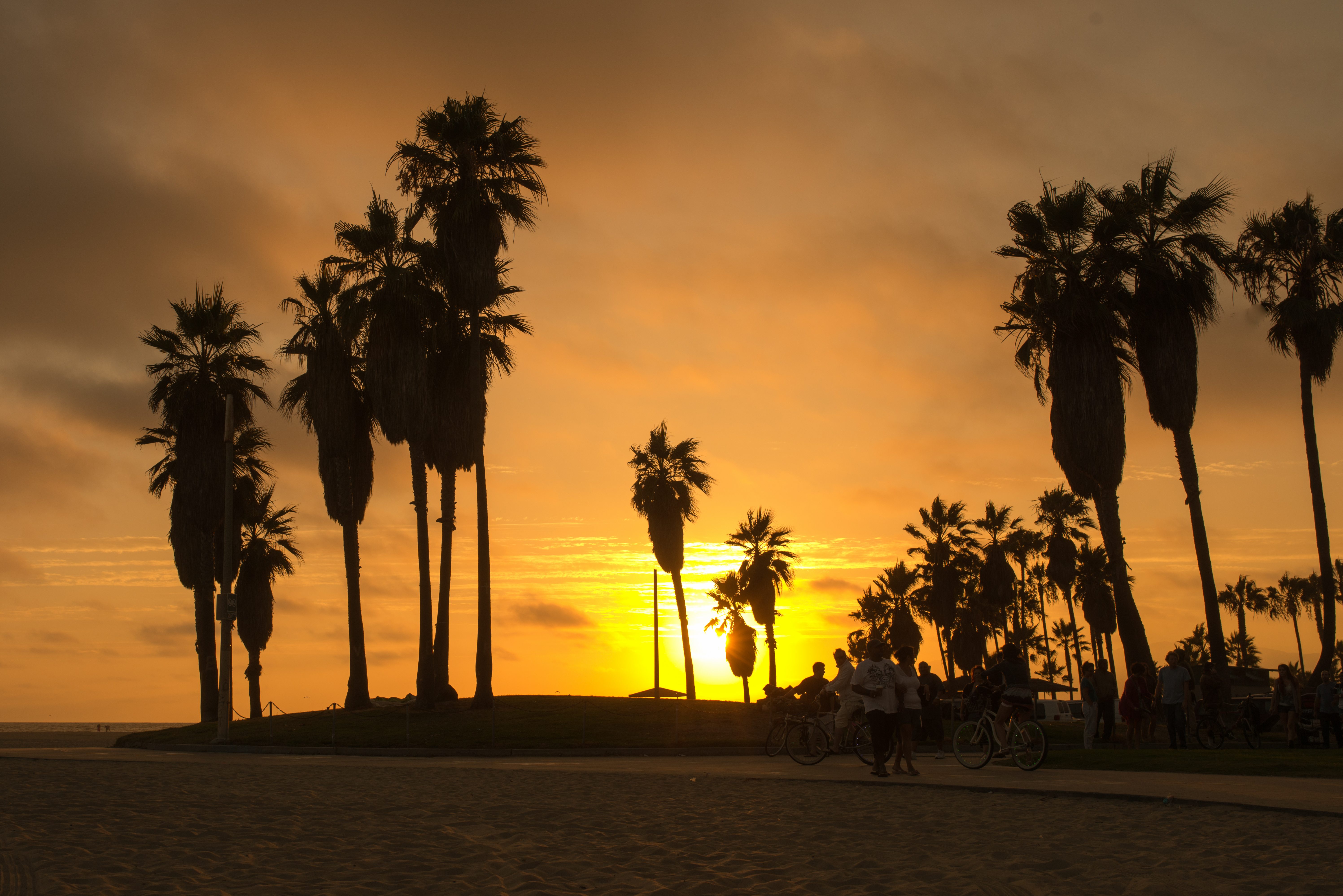
Soumrak nad Venice Beach
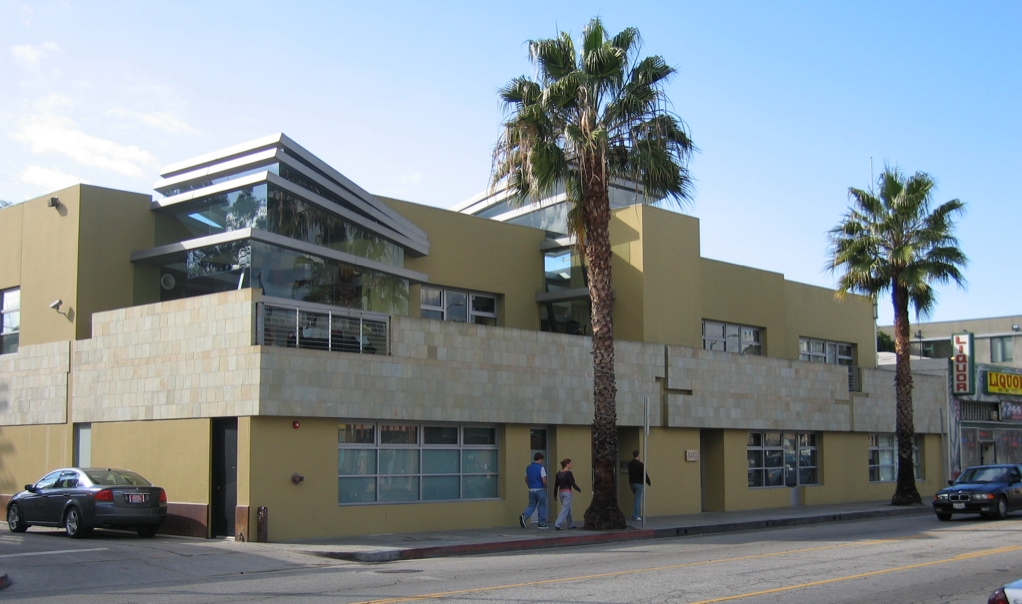
Ukázka moderní architektury na Abbott Kinney Boulevard
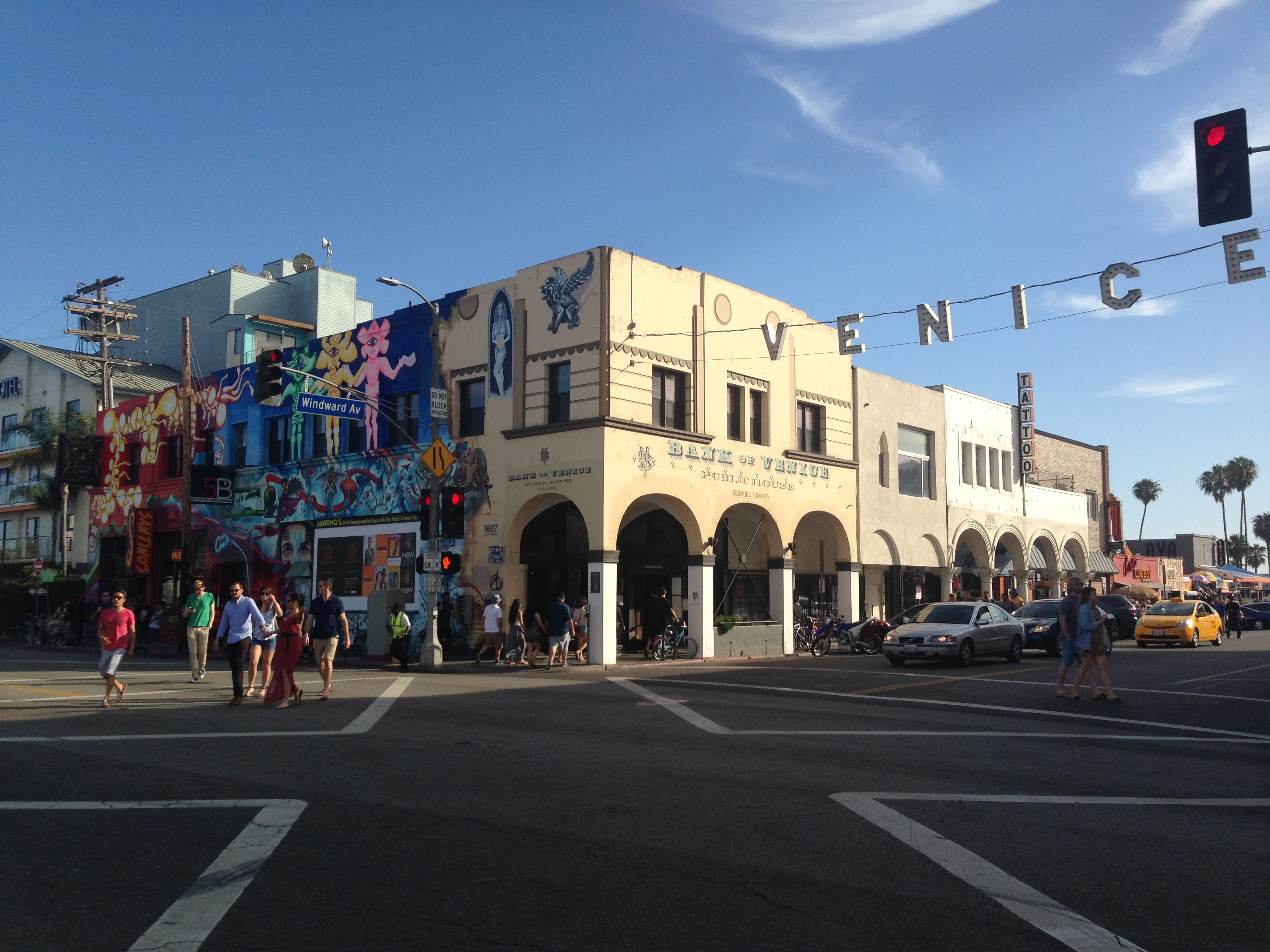
"Uvítací brána" do Venice Beach na Pacific Boulevard
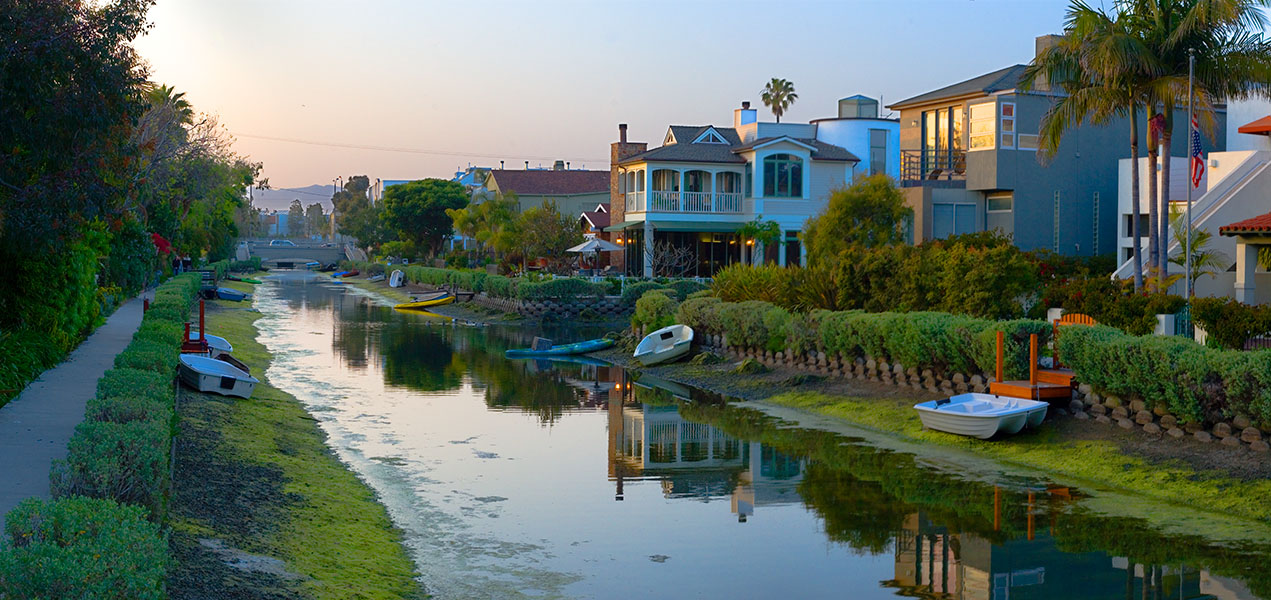
Vodní kanál ve Venice
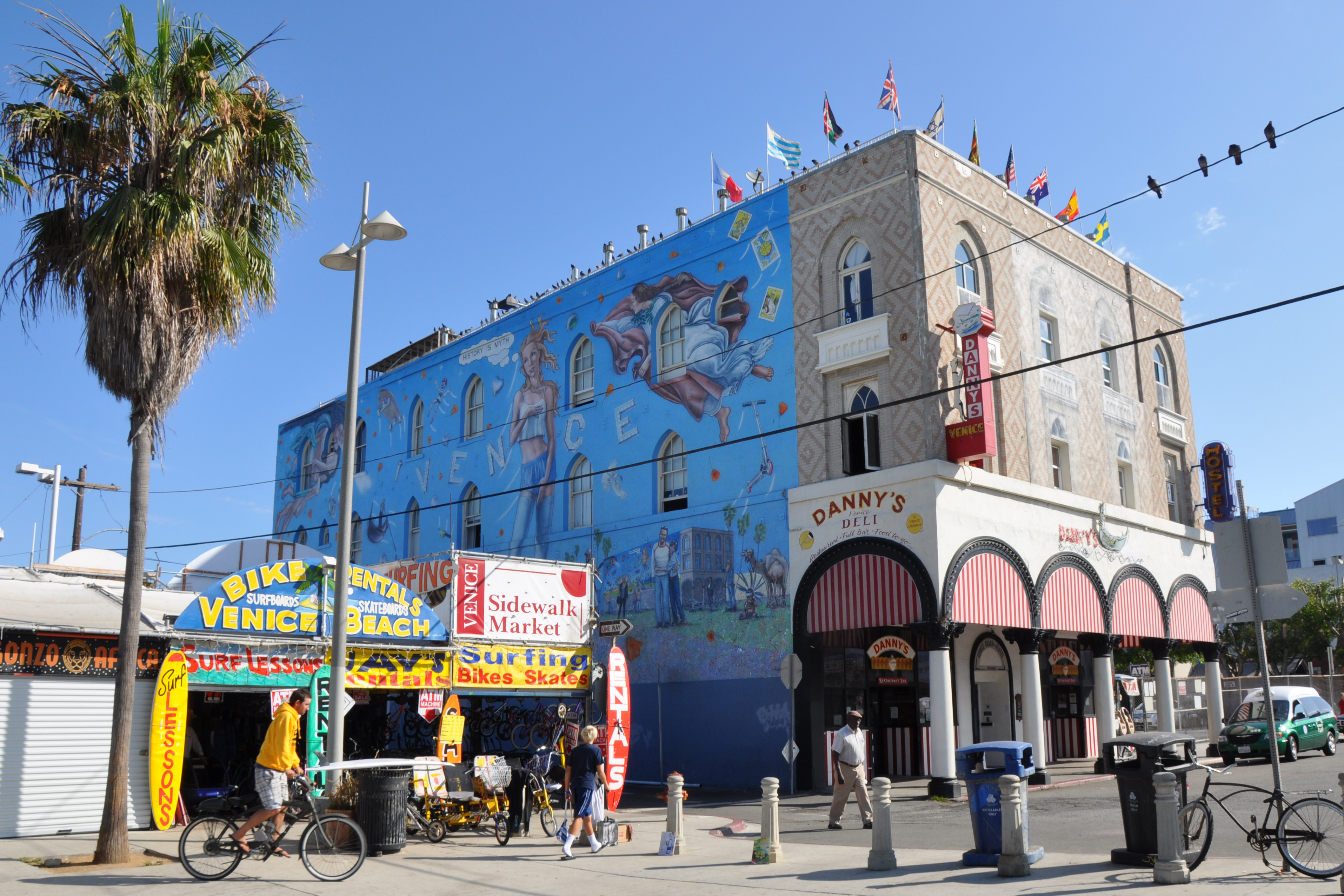
Pallazzo Ducale na Venice Beach
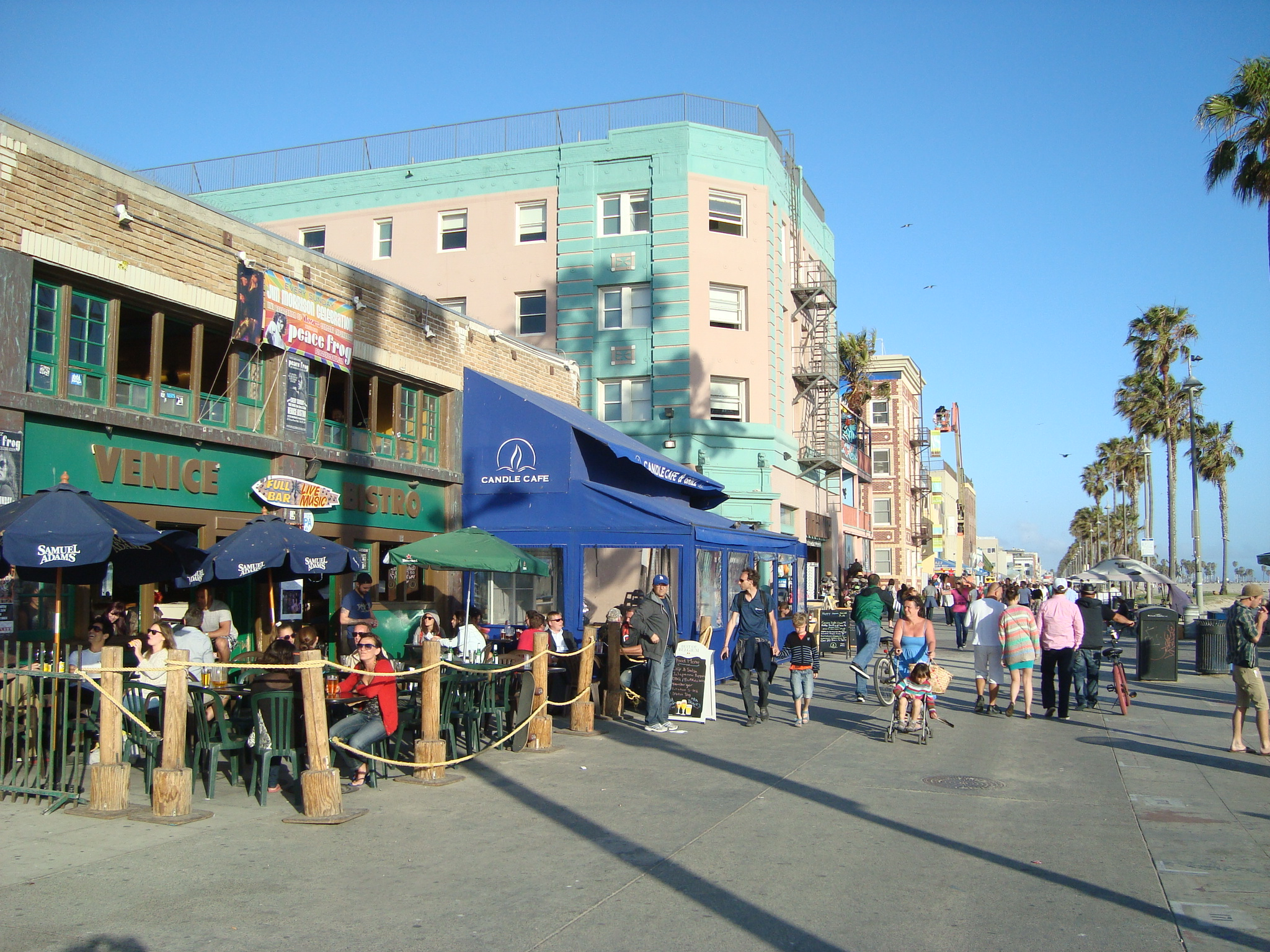
Promenáda Ocean Front Walk na Venice Beach
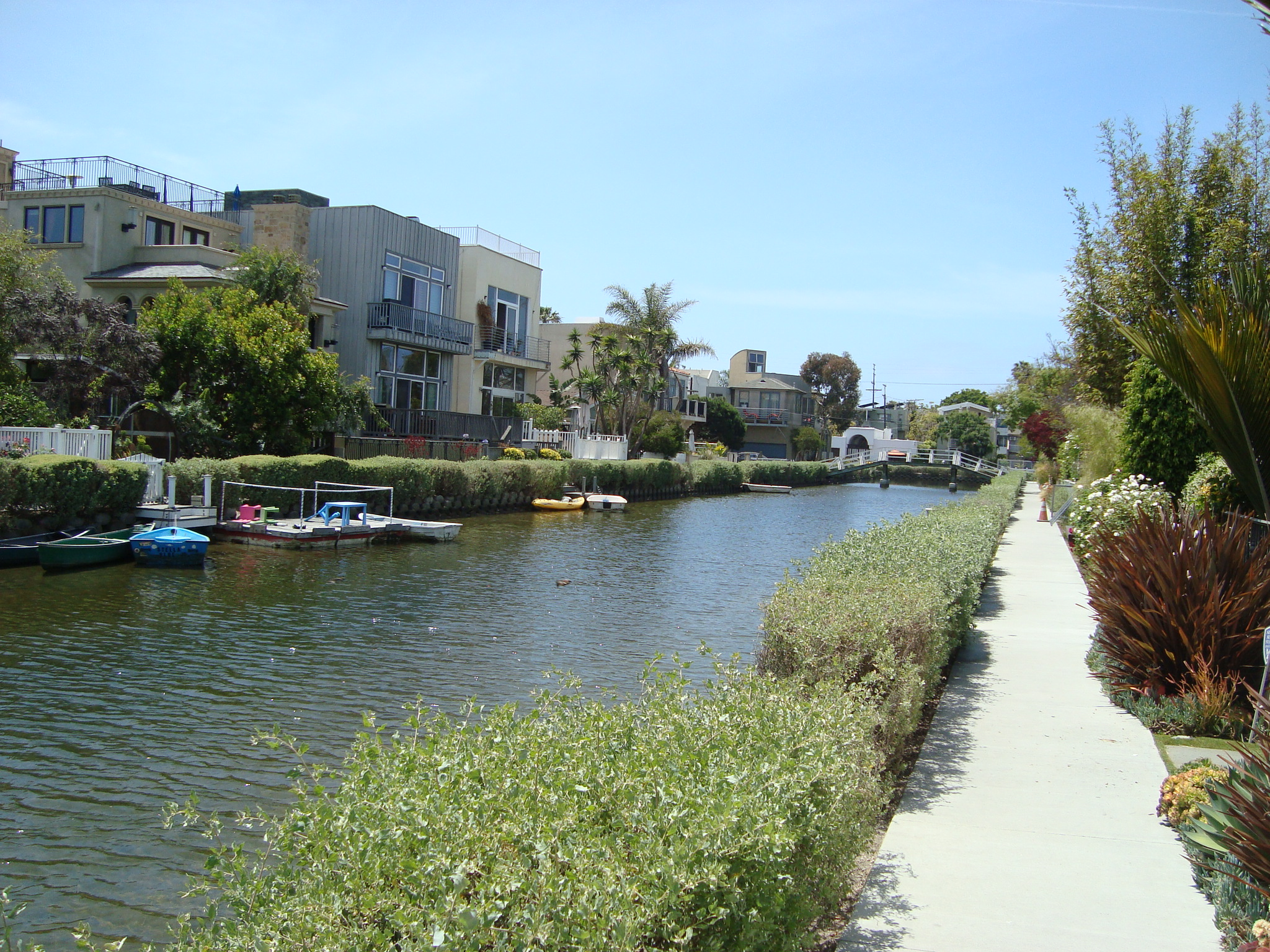
Vodní kanál ve Venice
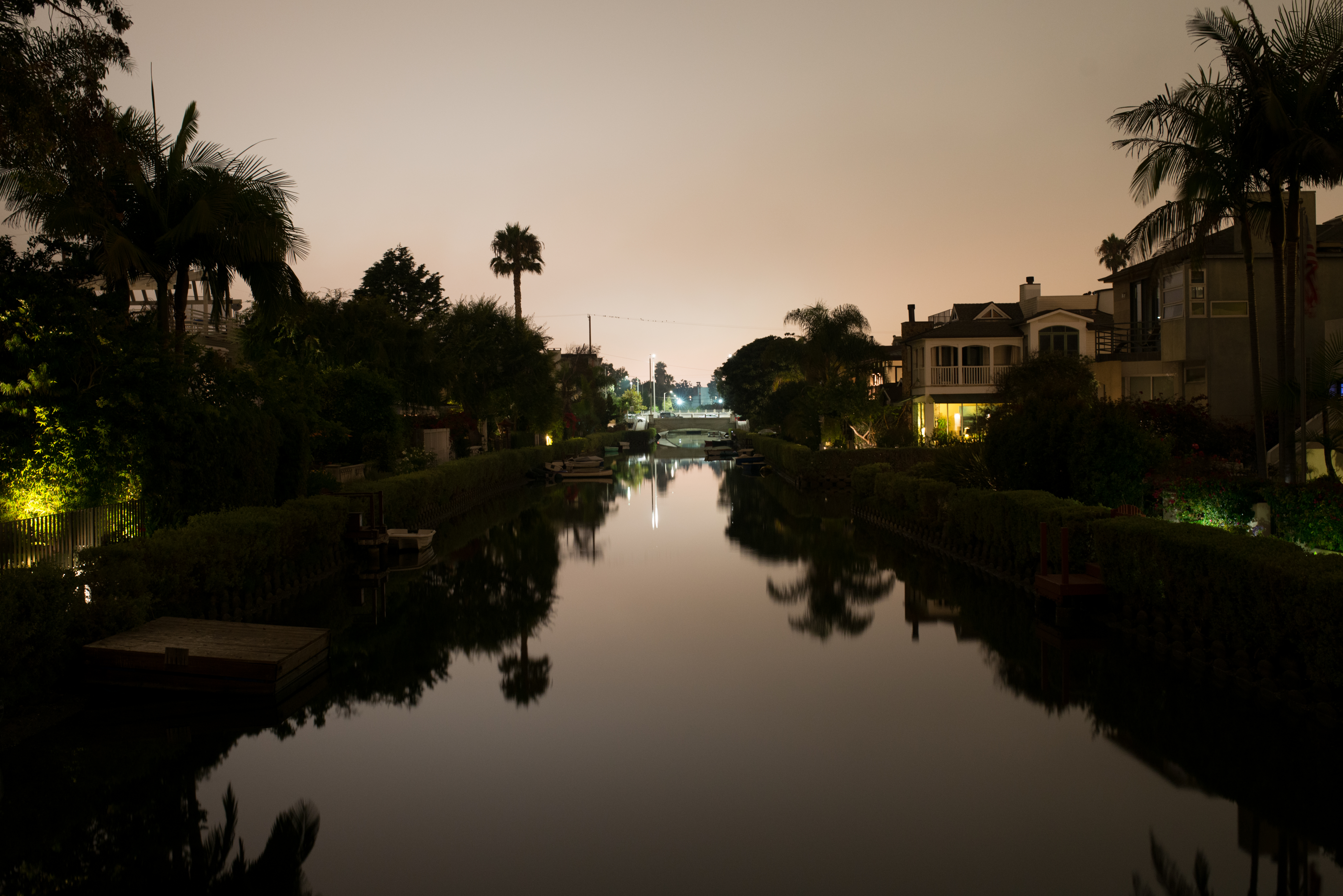
Vodní kanál za soumraku
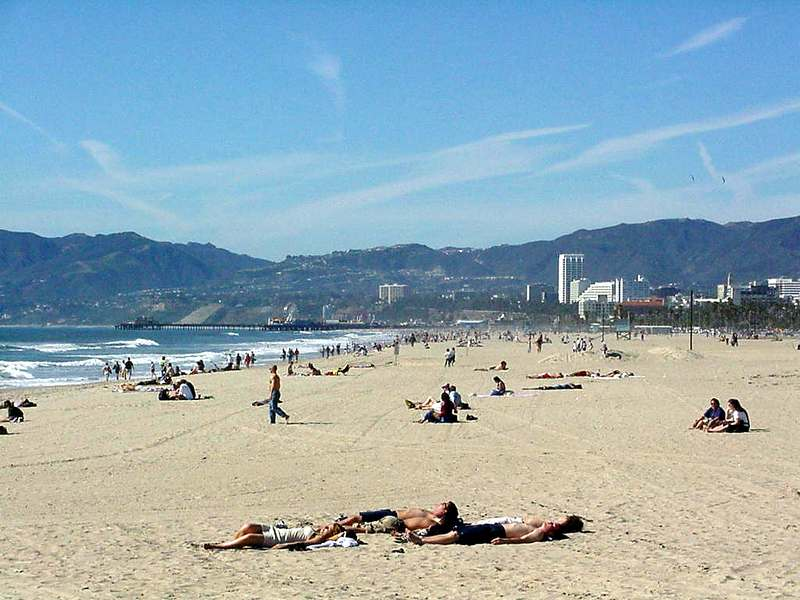
pláž na Venice Beach
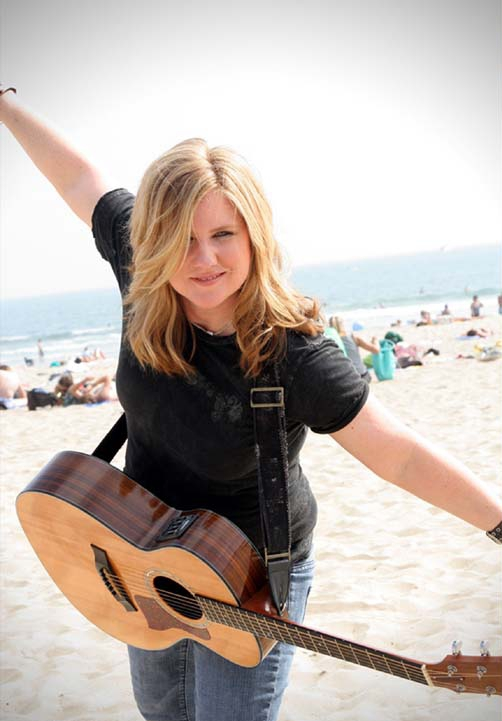
Jen Foster
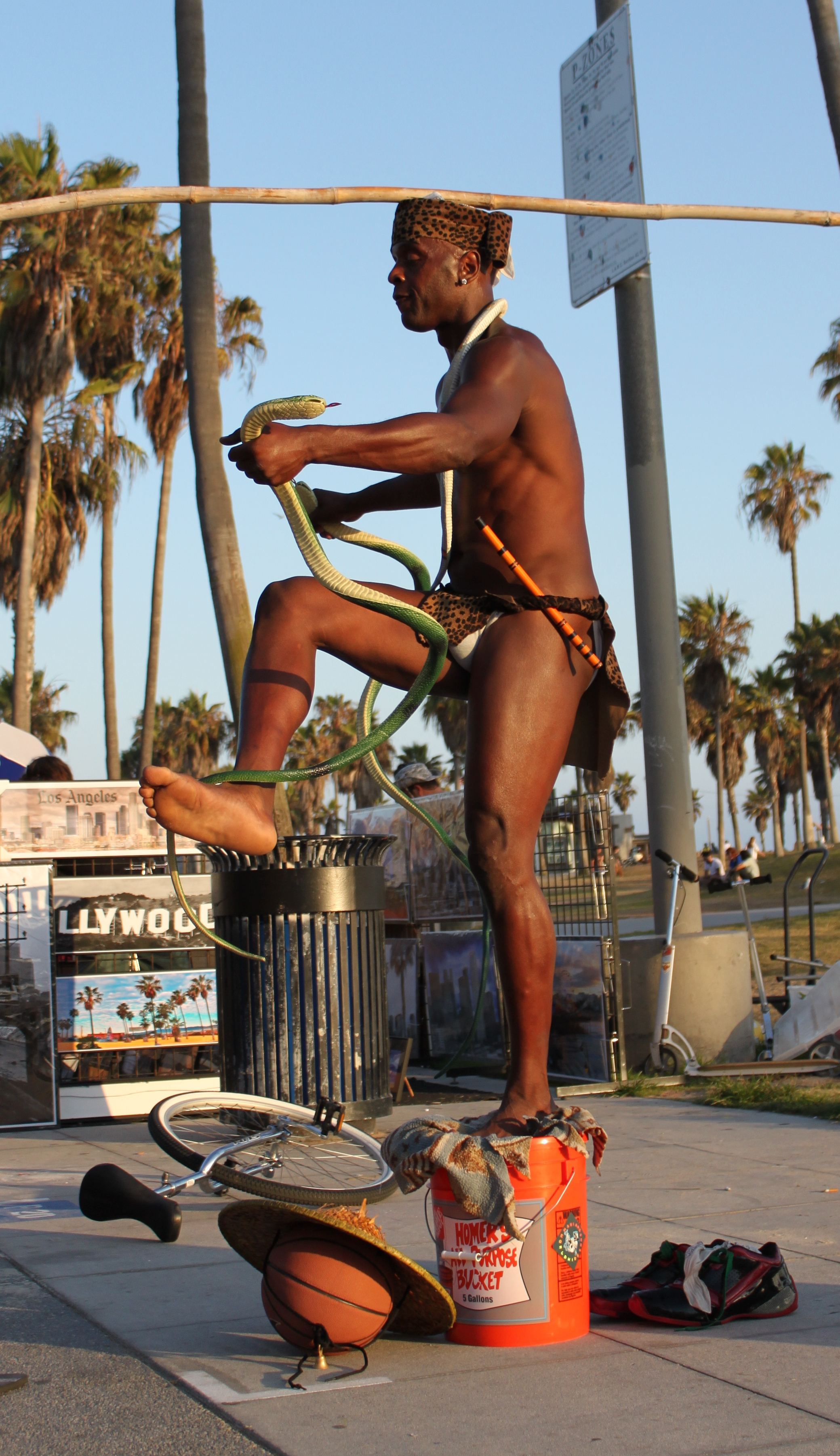
Pouliční umělci na Ocean Front Walk
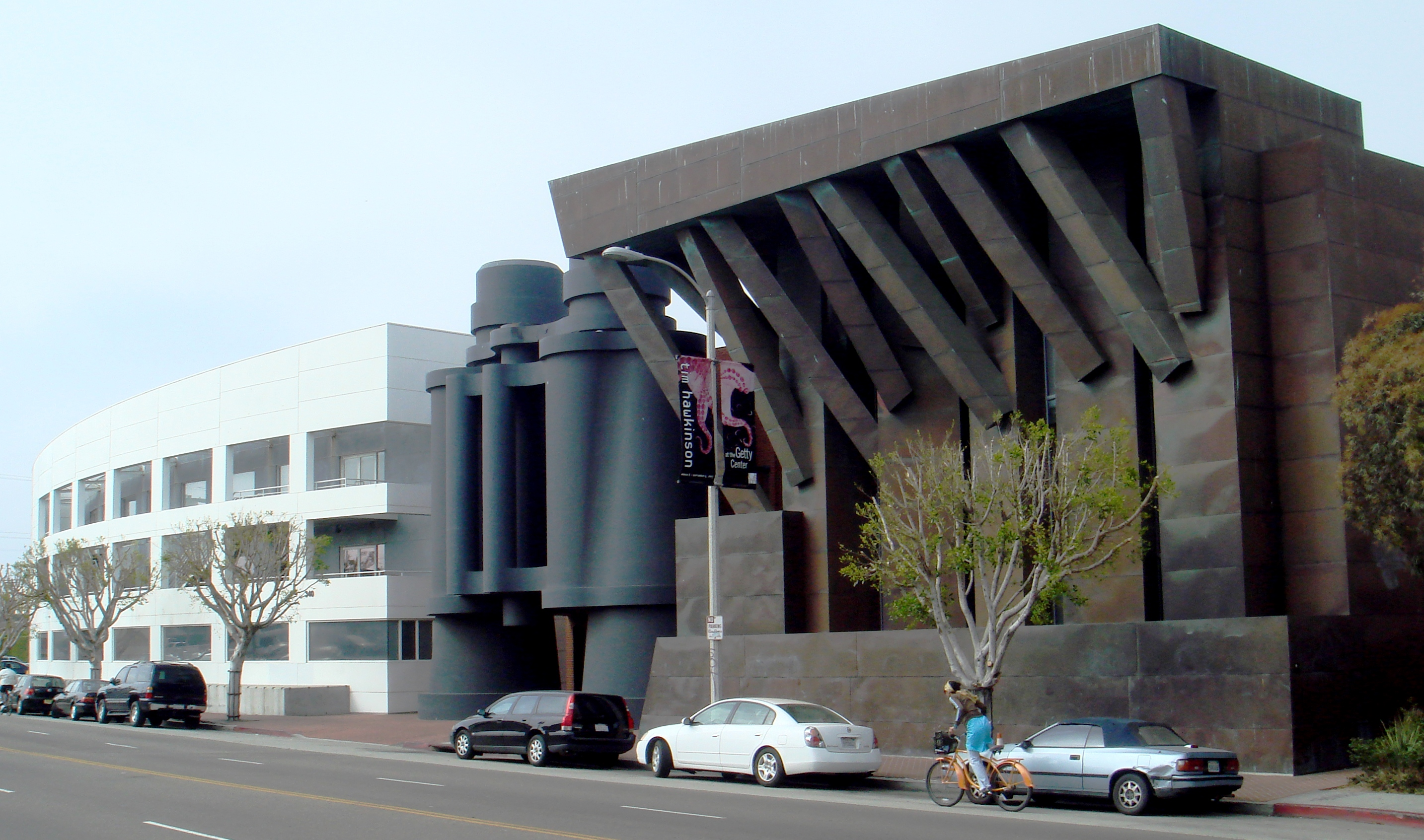
Binocular Building ( Dalekohledový dům ), jež byl navržen světoznámým architektem Frankem Gehrym
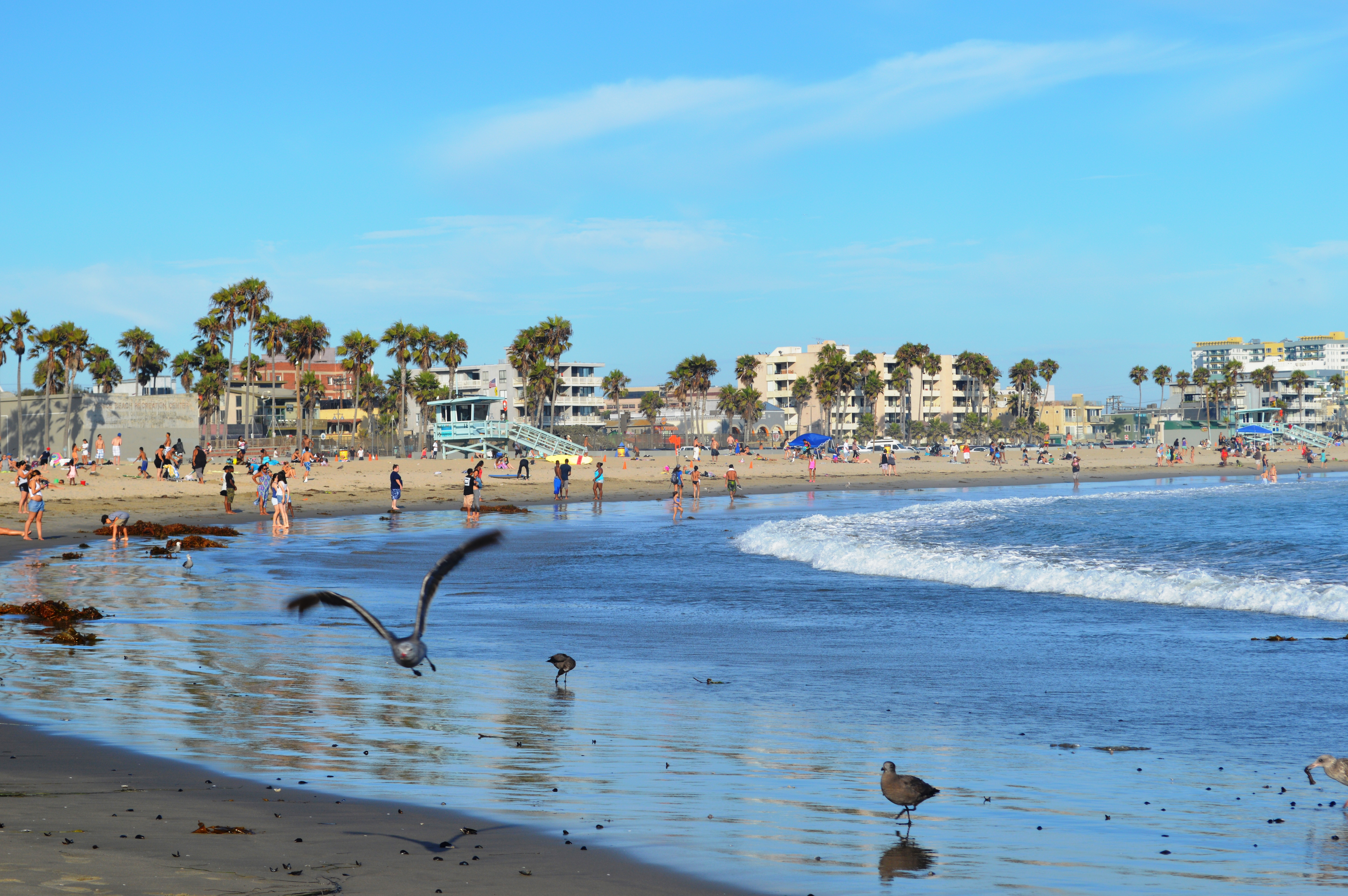
Venice Beach